# Gunnar Johansson (journalist)
Gunnar Severin Johansson, född 7 oktober 1903 i Helsingfors, död 15 maj 1942 vid Svir i Fjärrkarelen (stupad), var en finländsk journalist. Han var son till Severin Johansson och morbror till fysikern och folkbildaren Nils Mustelin.
Johansson tjänstgjorde från 1926 vid Hufvudstadsbladet och rapporterade under finska vinterkriget och finska fortsättningskriget från fronten. Han vann första pris i en tävling för sin realistiska krigsskildring Vi ville inte dö (1940) som kommit ut i flera utgåvor, senaste 2022. Postumt utgavs Soldater (1942) som innehåller hans frontbrev från 1940–1942.

### Uppslagsverk
- Johansson, Gunnar i Uppslagsverket Finland (webbupplaga, 2012). CC-BY-SA 4.0